# Postój taksówek

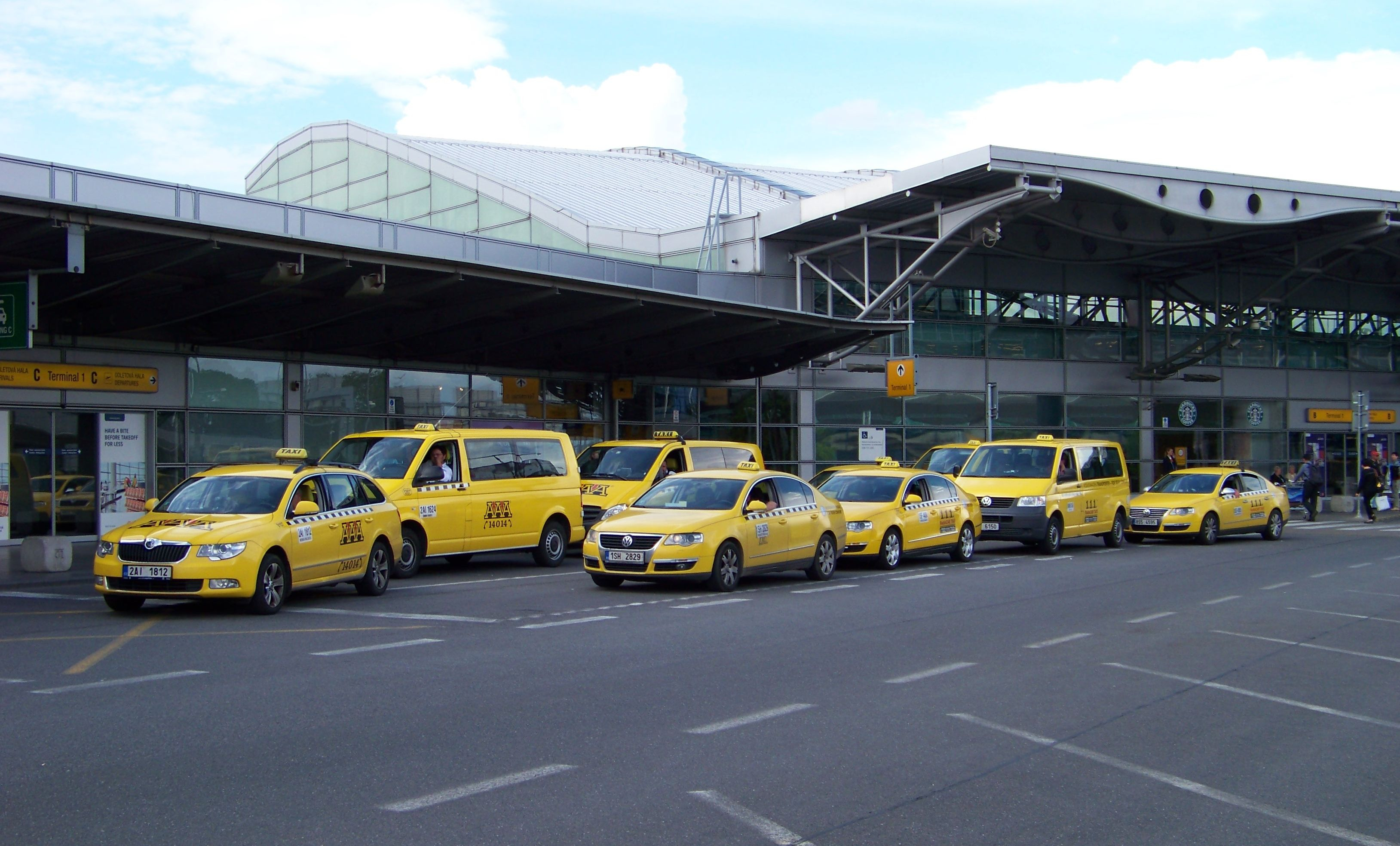
Postój taksówek przy terminalu portu lotniczego im. Václava Havla w Pradze

Postój taksówek – miejsca parkingowe dla taksówek.
 Postój taksówek (znak D-19)
 Koniec postoju taksówek (znak D-20)

## Przepisy przed 6 grudnia 2022:
Znak D-19, który oznaczał "postój taksówek," wskazywał na miejsce w którym kończył się postój taksówek, przynajmniej z perspektywy kierowców. Natomiast znak D-20, symbolizujący "koniec postoju taksówek," określał początek tego obszaru.
5.2.19. Postój taksówek:
1. Znak D-19 „postój taksówek” (rys. 5.2.19.1) stosuje się w celu oznaczenia początku odcinka jezdni przeznaczonego tylko dla postoju taksówek. Znak D-19 powinien mieć wymiary: długość podstawy 620 mm, wysokość 300 mm.
2. Znak D-19 powinien być wykonywany jako dwustronny i umieszczany przy krawężniku obok miejsca, na które podjeżdża pierwsza z oczekujących taksówek. Przykład oznakowania postoju taksówek przedstawiono na rysunku 5.2.19.2

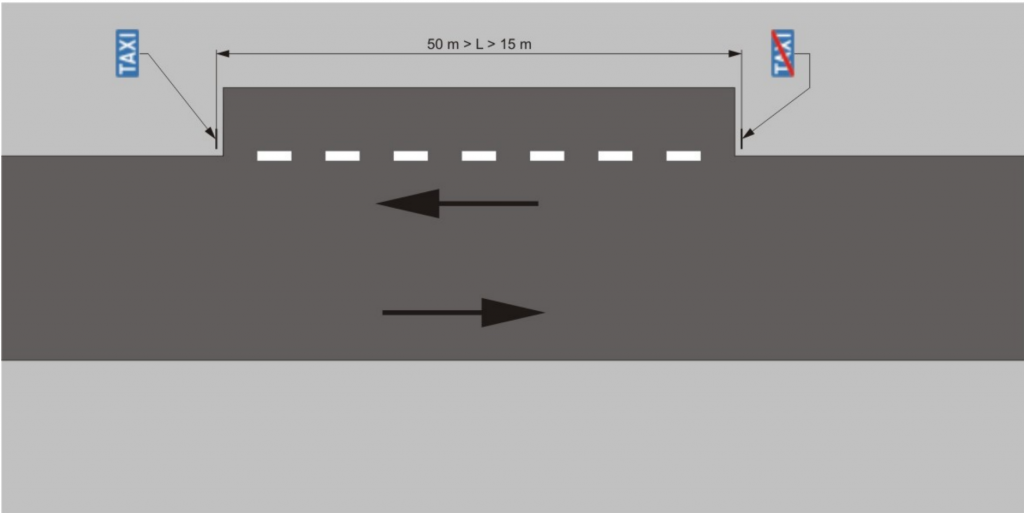
Przykład oznakowania postoju taksówek (przed 6 grudnia 2022)

## Przepisy po 6 grudnia 2022:
W dniu 6 grudnia 2022 roku zaczęły obowiązywać zmiany w przepisach drogowych, które wprowadziły nową interpretację znaków D-19 i D-20. Teraz, aby wyznaczyć miejsce do parkowania taksówek, należy najpierw ustawić znak D-19 (jako pierwszy), a następnie znak D-20. Istnieje również możliwość oznaczenia obszaru do parkowania taksówek tylko jednym znakiem, tj. D-19. W takim przypadku parkowanie taksówek jest dozwolone do momentu, gdy przekroczy się znak D-19, a parking kończy się 20 metrów za nim.

1. Znak D-19 „postój taksówek” oznacza miejsce na drodze przeznaczone tylko dla postoju taksówek, z wyjątkiem taksówek zajętych; znak D-19 obowiązuje do miejsca umieszczenia znaku D-20 „koniec postoju taksówek”; jeżeli na postoju taksówek nie umieszczono znaku D-20, znak D-19 obowiązuje w odległości do 20 m od miejsca jego umieszczenia.
2. Znak D-20 „koniec postoju taksówek” oznacza miejsce, w którym kończy się odcinek drogi przeznaczony dla postoju taksówek.” – rozporządzenie w sprawie znaków i sygnałów drogowych (od 6 grudnia 2022).

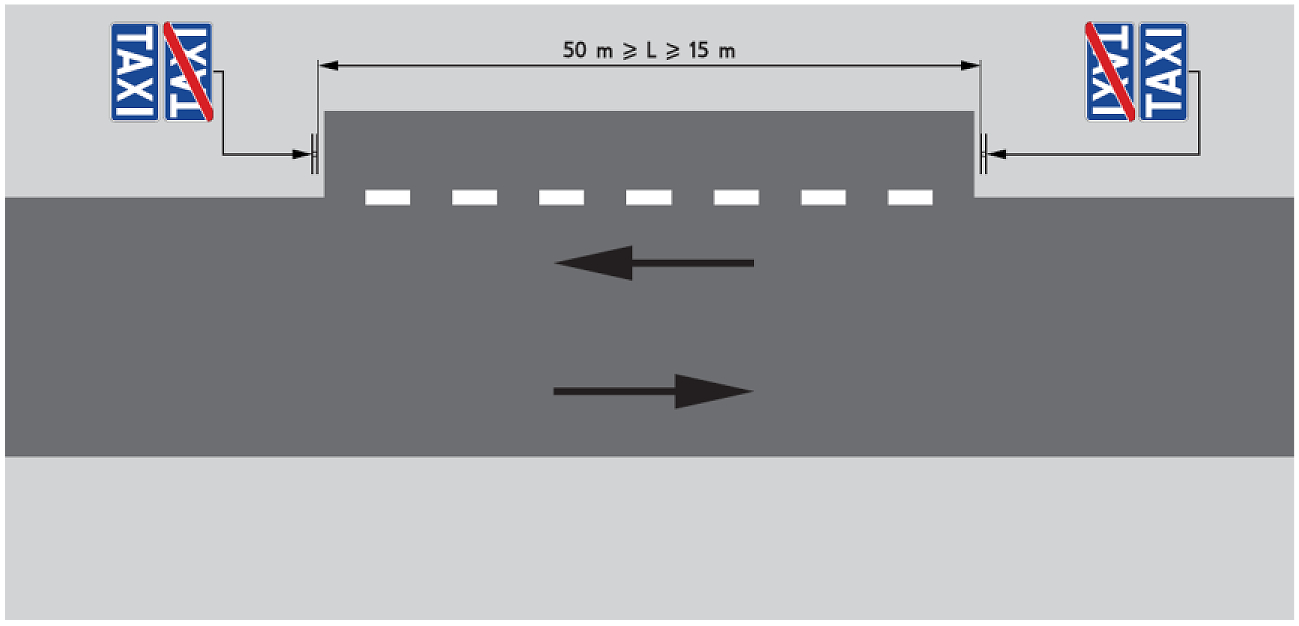
Przykład oznakowania postoju taksówek (od 6 grudnia 2022)

Jednocześnie z powyższą zmianą, weszła w życie nowelizacja przepisów dotyczących szczegółowych wymagań technicznych dotyczących znaków i sygnałów drogowych, a także urządzeń bezpieczeństwa ruchu drogowego, oraz określająca warunki ich umieszczania na drogach. (Dz.U. 2022 poz. 2377). To rozporządzenie jest źródłem poniższego zdjęcia, który wyjaśnia aktualne zasady oznakowania miejsc do parkowania taksówek.